# Ангольско-французские отношения
Ангольско-французские отношения — двусторонние дипломатические отношения  между Анголой и Францией. Отношения между двумя странами не всегда были дружескими из-за политики французского правительства по поддержке боевиков-сепаратистов в ангольской провинции Кабинда и международного скандала Анголагейт. В 2008 году президент Франции Николя Саркози совершил визит в Луанду, после чего отношения между странами улучшились.

## История
11 ноября 1975 года Агостиньо Нето лидер Народного движения за освобождение Анголы (МПЛА) провозгласил независимость Республики Ангола в соответствии с Алворским соглашением. Фронт за освобождение анклава Кабинда (ФЛЕК) при поддержке французского правительства провозгласил независимость Республики Кабинда в Париже.

## Дипломатические представительства
В 2007 году Фрэнсис Блонде был назначен послом Франции в Анголе.

## Государственные визиты
В сентябре 1984 года президент Анголы Жозе Эдуарду душ Сантуш посетил с государственным визитом Францию, Италию и Испанию. В 1998 году президент Жак Ширак посетил Анголу. В мае 2008 года президент Франции Николя Саркози посетил Анголу в мае 2008 года Во время этого визита Саркози сказал, что хочет наладить отношения с Анголой на основе доверия и взаимного уважения. Также Саркози объявил, что значительно увеличилась французская помощь Анголе. Франция участвует в восстановлении инфраструктуры Анголы, а также финансирует крупные проекты в области энергетики, водоснабжения, санитарии, а также в профессиональной подготовке кадров.

## Торговля и инвестиции
В 2007 году Франция импортировала товаров на сумму 541 слн. евро из Анголы. Франция является шестым по величине торговым партнёром этой страны. В 2008 году французская компания Thales получила контракт на сумму около 140 млн евро на создание защищенной сети телекоммуникаций для ангольского правительства. В 2008 году французский банк Société Générale выделил Анголе кредит в 300 млн долларов США для повышения товарооборота между странами.